# Jakub Jelek vel Selech
Jakub Jelek vel Selech – przedstawiciel Żydów Polskich, który pojechał jako wysłannik gmin do Rzymu (przebywał tam od 1756 do 1760) by prosić papieża o wydanie dekretu zaprzeczającego istnieniu mordów rytualnych, o które chrześcijanie często podejrzewali Żydów i co wywoływało pogromy. Klemens XIII przychylnie odniósł się do tej prośby i wydał odpowiedni dekret.